# Babyface (wrestling)
 For alternative betydninger, se Babyface. (Se også artikler, som begynder med Babyface)
I wrestling er et face eller et babyface en wrestler, der bliver fremstillet som heroisk og som en fanfavorit i forhold til heel-wrestlere, der ofte fremstilles som en skurk. Ikke alting et face gør er dog heroisk, men en wrestler bliver betragtet som et face, så længe publikummet tiljubler wrestleren. Langt de fleste handlingsforløb i wrestling foregår mellem et face og en heel. 
| Sport | Spire Denne artikel om sport er en spire som bør udbygges. Du er velkommen til at hjælpe Wikipedia ved at udvide den. |